# Agência Telegráfica Russa

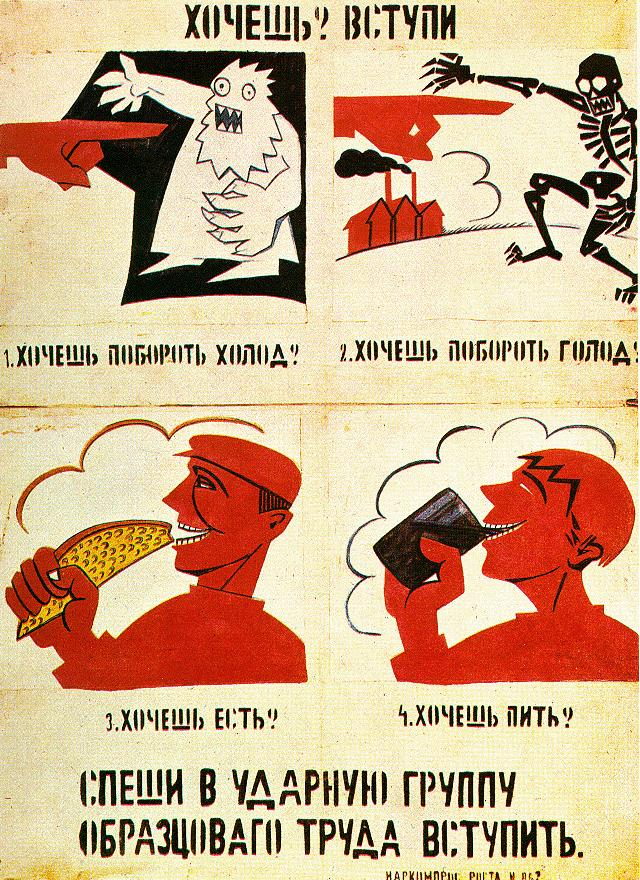
Cartaz de propaganda da Agitprop de Maiakovski.

Agência Telegráfica Russa (em russo:  Российское телеграфное агентство, РОСТА, transl. Rossiyskoye telegrafnoye agentstvo, ROSTA) foi a agência de notícias estatal na Rússia Soviética entre 1918 e 1935. Foi o órgão central de informação da União Soviética. 
Após a criação da Agência Telegráfica da União Soviética (TASS) em 1925, ela permaneceu como agência de notícias da Rússia Soviética. Seu nome foi associado às janelas Rosta (em russo:  Окна Роста, transl. Okna Rosta).

## História
Em 1904, o Ministro das Finanças Vladimir Kokovtsov defendeu a criação de uma agência estatal de notícias telegráficas, dizendo que proprietários privados não eram confiáveis. Em julho de 1904, em uma reunião de departamentos especiais, foi aprovado o projeto de criação de uma agência telegráfica estadual. Em 1º de setembro de 1904, a agência iniciou seu trabalho. A agência estava localizada em Petrogrado antes da revolução. Durante a Primeira Guerra Mundial, a agência mudou seu nome de Agência Telegráfica de São Petersburgo (SPTA) para Agência Telegráfica de Petrogrado (PTA).
Durante a Revolução de Outubro, o prédio da Agência Telegráfica de Petrogrado foi ocupado por marinheiros do Báltico sob a liderança de Leonid Stark. Ele transmitiu os primeiros relatórios sobre a revolução na Rússia para todos os jornais do mundo. Em 18 de novembro de 1917, o Conselho dos Comissários do Povo decretou que a Agência Telegráfica de Petrogrado seria o órgão central de informação.
Em 7 de setembro de 1918, o Comitê Executivo Central de toda a Rússia adotou a “Resolução sobre a fusão da Agência Telegráfica de Petrogrado (PTA) e do Bureau de Imprensa sob o Comitê Executivo Central de toda a Rússia”. A nova agência foi denominada Agência Telegráfica Russa (ROSTA), subordinada ao Comitê Executivo Central de toda a Rússia. A base técnica do ROSTA era composta pelas estruturas da Agência Telegráfica de Petrogrado (PTA) e agências de notícias privadas. A resolução do Conselho dos Comissários do Povo da RSFSR exigiu que todos os meios de comunicação republicassem os decretos do governo soviético e as últimas notícias recebidas pelos canais ROSTA. Mudou-se primeiro para o Hotel Metropol, em Moscou, e depois para um edifício separado na Alameda Milyutinsky. Em 23 de dezembro, a filial bielorrussa da Agência Telegráfica Russa (BELOTROSTA) foi inaugurada na rua Zakharyevskaya em Minsk.
Em 12 de dezembro de 1920, a agência foi subordinada ao Glavpolitprosvet. Em 1919, a agência tinha apenas 42 filiais e, em 1922, já havia 474 filiais e escritórios correspondentes. Isso permitiu que a Telegráfica russa fornecesse aos periódicos da capital e da província novas informações o mais rápido possível. A agência então mudou seu endereço para a Alameda Armênia em 1923.
Após a criação da Agência Telegráfica da União Soviética (TASS) em 10 de julho de 1925, a ROSTA funcionou como agência de notícias da RSFSR. Em março de 1935, por decreto do Comitê Executivo Central de Toda a Rússia e do Conselho de Comissários do Povo da RSFSR, a ROSTA foi liquidada e suas funções foram transferidas para a TASS.

## Atividade
Além de disseminar informações por meio de canais telegráficos, a ROSTA imprimiu, de 1918 a 1920, suas próprias publicações: o jornal “AgitROSTA”, as revistas “Krasnaya Zvezda” e “Jornalista Vermelho”, que eram publicadas uma ou duas vezes por semana, bem como jornais de grande circulação.

### Janelas Rosta
As Janelas Rosta ou janelas Rosta satíricas (em russo:  Окна сатиры Роста, transl. Okna satiry Rosta) eram cartazes de propaganda replicados em estêncil, criados por artistas e poetas dentro do sistema Rosta, sob a supervisão do Comitê-Chefe de Educação Política durante 1919-1921. Herdando as tradições de desenho russo de lubok e rayok, os principais tópicos eram eventos políticos contemporâneos. Elas geralmente eram exibidas em vitrines, daí o nome.
A primeira janela Rosta foi criada em Moscou por Mikhail Cheremnykh (1890-1962). Logo ele foi acompanhado por Vladimir Mayakovsky, um autor popular e prolífico, Dmitry Moor (1883-1946), Amshey Nurenberg (1887-1979), Alexander Rodchenko, Mikhail Volpin e outros. Projetos semelhantes foram realizados em outras cidades soviéticas. Cheremnykh e Mayakovsky, por exemplo, produziram um cartaz em 1921 satirizando uma delegação francesa liderada por Joseph Noulens.
O design apresentava simplicidade gráfica adequada para visualização à distância e frequentemente usava sequências de imagens no estilo lubok de acordo com algum enredo, semelhante aos quadrinhos modernos. Os cartazes não foram impressos, mas sim pintados com estênceis recortados feitos de papelão. Depois que o número necessário de cartazes era pintado, os estênceis seriam enviados para outra cidade e colocados em circulação por toda a União Soviética. Durante a Segunda Guerra Mundial, essa abordagem foi reproduzida nas vitrines da Tass por Kukryniksy.